# 중구·동구·영도구
중구·동구·영도구는 대한민국의 옛 국회의원 선거구이다. 당시 부산직할시 중구, 동구, 영도구 지역을 관할했다.

## 역사
제11대 국회의원 선거를 앞두고 서구·동구 선거구에서 동구 지역이 중구·영도구 선거구와 합쳐짐에 따라 신설되었다.
제13대 국회의원 선거를 앞두고 소선거구제가 시행됨에 따라 중구, 동구, 영도구로 각각 분리되면서 폐지되었다.

## 역대 국회의원
| 선거   | 정당 | 정당       | 1위 의원 | 정당 | 정당       | 2위 의원 |
| ------ | ---- | ---------- | -------- | ---- | ---------- | -------- |
| 1981년 |      | 민주정의당 | 왕상은   |      | 민주한국당 | 안건일   |
| 1985년 |      | 민주한국당 | 김정길   |      | 신한민주당 | 박찬종   |

## 역대 선거 결과

### 대한민국 제11대 국회의원 선거
|  | 29.06% |

|  | 21.72% |

|  | 19.74% |

|  | 18.35% |

|  | 2.28% |

|  | 2.16% |

|  | 1.61% |

|  | 1.61% |

|  | 1.50% |

|  | 1.10% |

|  | 0.80% |

### 대한민국 제12대 국회의원 선거
|  | 37.42% |

|  | 31.97% |

|  | 25.69% |

|  | 4.89% |